# Lybius rolleti
Lybius rolleti е вид птица от семейство Lybiidae.

## Разпространение
Видът е разпространен в Судан, Уганда, Централноафриканската република, Чад и Южен Судан.